# Piezas de ajedrez

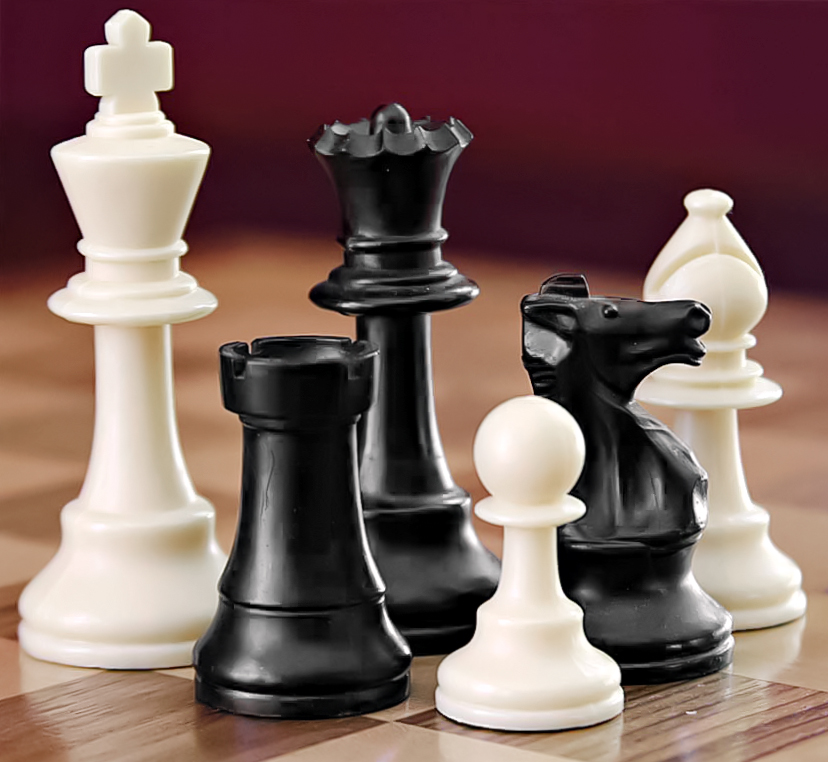
Piezas de ajedrez: rey blanco, torre y dama negras, peón blanco, caballo negro y alfil blanco.

Las piezas de ajedrez, también conocidas como trebejos, son los elementos móviles del juego de ajedrez que usan dos jugadores cada uno. Cada jugador dispone de dieciséis piezas:
- Un rey.
- Una dama (o reina).
- Dos torres.
- Dos alfiles.
- Dos caballos.
- Ocho peones.

Las piezas de un jugador son de color blanco o claro, y se denominan "blancas", mientras que las del otro jugador son de color negro u oscuro y se denominan "negras". Además de estas piezas estándar, existen muchas variantes de ajedrez o ciertos tipos de problemas llamados no estándar, en los que hay piezas mágicas.
La palabra pieza se refiere a cada una de las figuras del ajedrez, incluido los peones. Para referirse a las piezas que no son peones, normalmente se usa el término figura.

## Introducción
Cada uno de los dos jugadores dispone de dieciséis piezas o trebejos. Para diferenciarlos, los de un jugador son de color claro y se les llama las blancas y los del otro son de color oscuro, y se les llama las negras. Estos trebejos son de seis tipos diferentes; cada jugador tiene: ocho peones, dos torres (también llamadas antiguamente roques, de donde deriva el mote enroque), dos caballos, dos alfiles, una dama (también llamada reina) y un rey.
- ♙♟ El peón simboliza un soldado de infantería: el mote significa "(soldado) que va a pie". Es la pieza de menos valor y es una figura que representa una persona estilizada, de estatura pequeña. Cuando se promueve o "corona" (cuando un peón llega hasta la última línea del tablero) el peón puede transformarse en la pieza que uno desee, exceptuando al rey u otro peón.
- ♖♜ La torre simboliza una fortificación. Antiguamente se denominaba como «roque» (palabra de la que proceden enroque y enrocar, y que proviene del árabe «roc», término que significa "carro"), denominación utilizada en la Edad Media para referirse a un carro de guerra. Por este motivo, es más probable que originalmente la pieza representase en realidad a una torre móvil de las que se usaban en aquella época para asaltar las murallas. El trebejo es una figura que representa una torre almenada.
- ♘♞ El caballo simboliza el arma de caballería y la pieza es una figura que representa el cuello y la cabeza de un caballo.
- ♗♝ El alfil simboliza un oficial del ejército o un funcionario medio, por eso en algunas lenguas se llama «el obispo». Originalmente esta pieza era un elefante; de hecho el nombre en castellano proviene del árabe "al fil", الفيل, «elefante» (marfil significa hueso de elefante). El trebejo es una figura que representa una persona estilizada, de estatura media, normalmente con mitra o yelmo.
- ♕♛ La dama simboliza el primer ministro o un alto funcionario, por eso se llama el «emir» en el mundo árabe, convertido aquí en la mujer del rey. El trebejo es una figura que representa una persona estilizada, de estatura grande, normalmente con diadema. Antiguamente recibía el nombre de «alferza».
- ♔♚ El rey simboliza la cabeza del ejército. La pieza es una figura representa una persona estilizada, de estatura grande, normalmente con turbante o corona que culmina en una cruz.

Cuando se empieza a jugar, se sortea el color de las piezas que tendrá cada jugador, ya que las blancas empiezan a jugar y, por tanto, llevan la iniciativa del juego, y tienen una ligera ventaja. Si los mismos jugadores hacen más partidas, van alternando el color con el que juega cada uno.
Los trebejos pueden ser de muy diversas formas y tamaños, pero sobre todo a nivel de competición se utiliza un modelo estándar llamado Staunton, diseñado en 1849 por el ebanista Nathaniel Cook y llamado así en honor del campeón inglés del siglo pasado Howard Staunton. Este modelo es el único permitido por las reglas de la FIDE para jugadores con limitaciones visuales.

## Colocación inicial de las piezas
|       |       |       |       |       |       |       |       |       |  |
|       | a8 rd | b8 nd | c8 bd | d8 qd | e8 kd | f8 bd | g8 nd | h8 rd |  |
| a7 pd | b7 pd | c7 pd | d7 pd | e7 pd | f7 pd | g7 pd | h7 pd |       |  |
| a6    | b6    | c6    | d6    | e6    | f6    | g6    | h6    |       |  |
| a5    | b5    | c5    | d5    | e5    | f5    | g5    | h5    |       |  |
| a4    | b4    | c4    | d4    | e4    | f4    | g4    | h4    |       |  |
| a3    | b3    | c3    | d3    | e3    | f3    | g3    | h3    |       |  |
| a2 pl | b2 pl | c2 pl | d2 pl | e2 pl | f2 pl | g2 pl | h2 pl |       |  |
| a1 rl | b1 nl | c1 bl | d1 ql | e1 kl | f1 bl | g1 nl | h1 rl |       |  |
|       |       |       |       |       |       |       |       |       |  |

Para la colocación de las piezas, se sitúa el tablero de forma que en la fila más próxima a cada jugador, la casilla de la derecha sea blanca. En la fila más próxima a cada jugador, las torres ocuparán las esquinas, a su lado estarán los caballos, y al lado de estos estarán los alfiles. Las dos casillas centrales estarán ocupadas por la dama, en la casilla de su color, y por el rey en la casilla del color contrario, de forma que ambas figuras estén enfrentadas (en la misma columna) que las del adversario. Los peones irán en la fila inmediatamente siguiente delante de cada una de las figuras. 
Si se comienza una partida en que la posición inicial de las piezas era incorrecta, la partida será anulada y se jugará una nueva. No obstante, si un jugador se da cuenta de que tiene trebejos mal colocados antes de hacer la primera jugada con ellas, es lícito «componer» la posición antes de hacer el movimiento y continuar la partida.
Si en el curso de una partida se comprueba que el único error ha sido que el tablero no se colocó con el cuadrado blanco a la derecha, la partida continuará pero la posición deberá transferirse a un tablero colocado correctamente.
Si en una partida al que le toca jugar con un color comienza a jugar con el otro color, la partida continuará salvo que el árbitro decida otra cosa. 
Si un jugador desplaza una o más piezas, restablecerá la posición correcta en su propio tiempo. Si fuera necesario, tanto el jugador como su adversario pueden detener los relojes y solicitar la asistencia del árbitro. Este puede sancionar al jugador que desplazó las piezas.

## Movimiento de las piezas
Ver más: Movimiento de las piezas.
Cada tipo de pieza de ajedrez tiene su propio método de movimiento. Todas las piezas se mueven siempre a una casilla vacante, excepto cuando captura una pieza del oponente. A excepción del caballo, las piezas no pueden saltar sobre otras piezas.
Tres piezas pueden moverse tantas casillas como se desee, pero solo en una dirección en cada turno y limitando su radio de acción por las otras piezas, propias o ajenas. Estas son:
- La torre se mueve en direcciones ortogonales, es decir, por filas (horizontal) y columnas (vertical).
- El alfil se mueve en direcciones diagonales, es decir, en la dirección de las casillas del mismo color.
- La dama se mueve en todas direcciones, tanto ortogonales como diagonales. Puede hacer jaque con facilidad gracias a sus excelentes movimientos.

- El rey puede moverse en todas direcciones, tanto ortogonales como diagonales, pero una sola casilla a la vez, mientras no quede en jaque.

- El caballo se mueve en forma de "L", o sea, mueve dos casillas en horizontal y después una en vertical, o viceversa. El caballo puede saltar sobre cualquier pieza suya o del adversario, siendo la única pieza que posee capacidad de saltar.
- El peón se mueve hacia adelante una casilla. Si todavía no se ha movido, tiene la opción de mover dos casillas hacia adelante. No se puede retroceder. También puede capturar (comer) una pieza adversaria en cualquiera de los casilleros diagonales en frente.

Las piezas también participan de movimientos especiales como el enroque, la captura al paso del peón y coronación del peón.

## Valor estimado de las piezas
El valor de las piezas puede estar relacionado con la posición de la partida, o ser considerado individualmente. Hay dos criterios para asignar valor a las piezas: el valor material (la diferencia material entre las piezas propias y las del contrario) y el valor de movilidad (la cantidad de casillas a las que puede moverse una pieza).

### Valor material
Lo más común es que el valor de las piezas sea establecido de acuerdo con el material, es decir la diferencia entre la cantidad de piezas propias y las del rival. Por lo general se establece como unidad de valor material al peón, así que el valor material de las piezas suele ser:
- Peón: 1
- Caballo: 3
- Alfil: 3
- Torre: 5
- Dama: 9
- Rey: valor abstracto (si el rey es capturado, se pierde el juego)

Esta clasificación permite determinar si en una posición existe equilibrio material; por ejemplo, si un jugador entrega un caballo a cambio de tres peones, hay un equilibrio porque la diferencia de material es la misma, independientemente de lo que represente esta diferencia en la posición de la partida.

### Valor de movilidad
Aunque la movilidad de una pieza suele variar de acuerdo con la posición de la partida, por lo general se calcula sobre un tablero vacío. Debido a que las piezas se mueven sobre el tablero de maneras diferentes, algunas tendrán más valor que otras de acuerdo con la cantidad de casillas que pueden controlar. Por ejemplo, una torre vale más que un alfil porque puede mover a cualquier casilla de una fila o columna, mientras que un alfil sólo puede moverse sobre diagonales de casillas blancas o negras.
El valor de las piezas está condicionado también con el dominio del centro del tablero, pues su movilidad es mayor en dicha región. De acuerdo con la cantidad de casillas que puede alcanzar en una jugada, el valor de las piezas es:
- Peón: 1 (general), 2 (posición inicial), 3 o 4 (captura)
- Caballo: 2 (esquinas), 3, 5 (bordes), 8 (centro)
- Alfil: 9, 11, 13
- Torre: 14
- Dama: 21, 27
- Rey: 3, 5, 8

Aparte del valor teórico de las piezas sobre un tablero vacío, la movilidad de las piezas se ve afectada por la posición en general de una partida. Por ejemplo, los alfiles tienen mayor valor que los caballos porque su movilidad en posiciones con diagonales abiertas es mayor, pero si existen peones sobre las diagonales en las que se mueve el alfil, su valor es inferior al de los caballos que pueden saltar sobre las cadenas de peones.

### Calidad
Se denomina ventaja de calidad al valor de una torre respecto de una pieza menor (alfil o caballo), cuando se produce un cambio de estas piezas. Esta ventaja cobra más valor en la fase final de la partida, donde por lo general las torres valen más que las piezas menores, mientras que en el medio juego el sacrificio de calidad puede representar un motivo estratégico, sobre todo si va acompañado de una compensación (por ejemplo, sacrificar una torre a cambio de un caballo y un peón).
Se llama también calidad mayor a la diferencia de valor entre una torre y una pieza menor, mientras que también suele llamarse calidad menor a la diferencia de valor entre un alfil y un caballo, aunque el valor de estas piezas es tan similar que esta ventaja suele ser muy pequeña, conduciendo a las tablas en la mayoría de posiciones en que es la única ventaja material.

## Nombres de las piezas
| Idioma       | Rey            | Dama                | Torre       | Alfil          | Caballo       | Peón                        | Ajedrez      | Jaque      | Jaque mate         |
| ------------ | -------------- | ------------------- | ----------- | -------------- | ------------- | --------------------------- | ------------ | ---------- | ------------------ |
| figurín      | ♔ ♚            | ♕ ♛                 | ♖ ♜         | ♗ ♝            | ♘ ♞           | ♙ ♟                         | ...          | +          | #                  |
| Alemán       | K König        | D Dame              | T Turm      | L Läufer       | S Springer    | (B) Bauer                   | Schach       | Schach     | Schachmatt         |
| Árabe        | م              | ف                   | ر           | فل             | حص            |                             | شطرنج        |            |                    |
| Catalán      | R rei          | D dama/reina        | T torre     | A alfil        | C cavall      | (P) peó                     | Escacs       | Escac/ Xec | Escac i mat        |
| Checo        | K král         | D dáma              | V věž       | S střelec      | J jezdec      | (P) pěšec                   | Šachy        | Šach       | Mat                |
| Chino        | K 王           | Q 后                | R 車        | B 象           | N 馬          | 兵                          | 國際象棋     | 將軍       | 將死               |
| Coreano      | K 킹           | Q 퀸                | R 룩        | B 비숍         | N 나이트      | (P) 폰                      | 체스         |            |                    |
| Croata       | K kralj        | D dama/kraljica     | T top/kula  | L lovac/laufer | S skakač/konj | (P) pješak                  | Šah          | Šah        | Šah mat            |
| Danés        | K konge        | D dronning          | T tårn      | L løber        | S springer    | (B) bonde                   | Skak         | Skak       | Skakmat            |
| Eslovaco     | K kráľ         | D dáma              | V veža      | S strelec      | J jazdec      | (P) pešiak                  | Šach         | Šach       |                    |
| Esloveno     | K kralj        | D dama              | T trdnjava  | L lovec        | S skakač      | (P) kmet                    | Šah          | Šah        | Mat/Šahmat         |
| Español      | R rey          | D dama/reina        | T torre     | A alfil        | C caballo     | (P) peón                    | Ajedrez      | Jaque      | Jaque mate         |
| Esperanto    | R reĝo         | D damo              | T turo      | K kuriero      | Ĉ ĉevalo      | (P) peono                   | Ŝako         | Ŝak        | Ŝakmato            |
| Estonio      | K kuningas     | L lipp              | V vanker    | O oda          | R ratsu       | (E) ettur                   | Male         | Tuli       | Matt               |
| Finés        | K kuningas     | D daami/ kuningatar | T torni     | L lähetti      | R ratsu       | (S) sotilas                 | Shakki       | Shakki     | Matti/ Shakkimatti |
| Francés      | R roi          | D dame              | T tour      | F fou          | C cavalier    | (P) pion                    | Jeu d'échecs | Échec      | Échec et mat       |
| Galés        | T teyrn/brenin | B brenhines         | C castell   | E esgob        | M marchog     | (G) gwerinwr                | Gwyddbwyll   | Siach      | Siachmat           |
| Gallego      | R rei          | D dama/raíña        | T torre     | A alfil        | C cabalo      | (P) peón                    | Xadrez       | Xaque      | Xaque mate         |
| Griego       | Ρ βασιλιάς     | Β βασίλισσα         | Π πύργος    | Α αξιωματικός  | Ι ίππος       | (Σ) πιόνι                   | Σκάκι        | Σαχ        | Mάτ                |
| Hebreo       | מלך            | מלכה                | צריח        | רץ             | פרש           | רגלי                        | שחמט         | שח         | מט                 |
| Hindi        | R raja         | V vajeer            | H hathi     | O oont         | G ghoda       | (P) pyada                   | Shatranj     | Shah       | Maat               |
| Holandés     | K koning       | D dame              | T toren     | L loper        | P paard       | (P) pion                    | Schaken      | Schaak     | Mat                |
| Húngaro      | K király       | V vezér             | B bástya    | F futó         | H huszár      | (P) gyalog/ paraszt         | Sakk         | Sakk       | Matt               |
| Indonesio    | R raja         | M menteri           | B benteng   | G gajah        | K kuda        | (P) pion                    | Catur        | Skak       | Skak mati          |
| Inglés       | K king         | Q queen             | R rook      | B bishop       | N/Kt knight   | (P) pawn                    | Chess        | Check      | Checkmate          |
| Irlandés     | R rí           | B banríon           | C caiseal   | E easpag       | D ridire      | (F) fichillín/ ceithearnach | Ficheall     | Sáinn      | Marbhsháinn        |
| Islandés     | K kóngur       | D drottning         | H hrókur    | B biskup       | R riddari     | (P) peð                     | Skák         | Skák       | Skák og mát        |
| Italiano     | R re           | D donna             | T torre     | A alfiere      | C cavallo     | (P) pedone                  | Scacchi      | Scacco     | Scacco matto       |
| Japonés      | キング         | クイーン            | ルーク      | ビショップ     | ナイト        | ポーン                      | チェス       | 王手       |                    |
| Latín        | K rex          | Q regina            | R turris    | B episcopus    | N eques       | (P) pedes                   | Scacci       | Scaccus    | Mattus             |
| Letón        | K karalis      | D dāma              | T tornis    | L laidnis      | Z zirgs       | (B) bandinieks              | Šahs         | Šahs       | Šahs un mats       |
| Lituano      | K karalius     | V valdovė           | B bokštas   | R rikis        | Ž žirgas      | (P) pėstininkas             | Šachmatai    | Šach       | Matas              |
| Luxemburgués | K kinnek       | D damm              | T tuerm     | L leefer       | P päerd       | (B) bauer                   | Schach       | Schach     | Schachmatt         |
| Noruego      | K konge        | D dronning          | T tårn      | L løper        | S springer    | (B) bonde                   | Sjakk        | Sjakk      | Sjakkmatt          |
| Persa        | ش شاه          | و وزیر              | ق/ر قلعه/رخ | ف فیل          | ا اسب         | س سرباز                     | شطرنج        | کیش        | کیش‌مات             |
| Polaco       | K król         | H hetman            | W wieża     | G goniec       | S skoczek     | (P) pion                    | Szachy       | Szach      | Mat                |
| Portugués    | R rei          | D dama/rainha       | T torre     | B bispo        | C cavalo      | (P) peão                    | Xadrez       | Xeque      | Xeque-mate         |
| Rumano       | R rege         | D regină            | T turn      | N nebun        | C cal         | (P) pion                    | Şah          | Şah        | Mat                |
| Ruso         | Кр король      | Ф ферзь             | Л ладья     | С слон         | К конь        | (П) пешка                   | Шахматы      | Шах        | Мат                |
| Serbio       | К краљ         | Д дама              | Т топ       | Л ловац        | С скакач      | (П) пешак                   | Шах          | Шах        | Мат                |
| Siciliano    | R re           | D riggina           | T turru     | A alferu       | S scecchu     | (P) pidinu                  | Scacchi      |            |                    |
| Sueco        | K kung         | D dam               | T torn      | L löpare       | S springare   | (B) bonde                   | Schack       | Schack     | Schack matt        |
| Telugú       | రాజు             | మంత్రి                 | ఏనుగు         | శకటు            | గుర్రం           | బంటు                          | చదరంగం         | దాడి         | కట్టు                |
| Turco        | Ş/K şah/kral   | V vezir             | K kale      | F fil          | A at          | (P) asker/piyon             | Satranç      | Şah        | Mat                |
| Ucraniano    | Kр король      | D королева          | T тура      | C слон         | K кінь        | (П) пішак                   | Шахи         | Шах        | Мат                |
| Vasco        | E Erregea      | D Dama              | G Gaztelua  | A Alfila       | Z Zaldia      | (P) Peoia                   | Xake         | Xake       | Xake mate          |